# Грб Војводa Степе
Грб Војвода Степе је усвојен 6. августа 2003. године. Грб је дизајнирао иконописац Раде Павловић, а осмислио га је директор Центра за истраживање Православног Монархизма, Ненад М. Јовановић.

## Опис Грба
Штит — Расцепљен вертикално црвено и плаво, у првом пољу бели Храм Светог Василија Острошког Чудотворца у Војвода Степи, а у другом пољу - на зеленом тлу стоји ратник природне боје са левом ногом положеном на златну грофовску круну на жуто-црном венцу и десницом изнад главе замахује сабљом кривошијом златнога балчака, док левом руком уздиже златну војводску круну на црвено-плавом венцу, а одевен је у црвени мундир са златним гајтанима, опасан златним појасем и у плавим панталонама, црним чизмама и црном крзеном калпаку са црвеном кићанком.
Круна — Златна зидана почива на горњој ивици штита, из ње од појаса израња ратник као на штиту у левици стежући црвено-плаву двоперу заставу са златним љиљаном на врху копља.
Чувари — На зеленом тробрегу Свети Василије Острошки Чудотворац у десници држи Јеванђеље, а левицом држи штит и унутрашњом страном исте руке придржава заставу Баната, изнад је бела лента са црно исписаном годином: „1939“ и копље се завршава крстом, одевен је у Епископске Богослужбене одежде са митром на глави. Други, Војвода Степа Степановић, десницом држи штит и придржава пуковску заставу Војске Краљевине Србије, изнад је бела лента са црно исписаном годином: "1927", а лева рука му почива на балчаку сабље у корицама и одевен је у српску војводску униформу.
Мото — На ленти исписано: „Полазите напред“, а десно и лево име места: „Војвода Степа“.